# 리 아디
리 아디(영어: Leonardo Rodriguez Pereira, 1990년 7월 7일 ~ )는 가나의 축구 선수로서, 포지션은 센터백 및 왼쪽 풀백이다. 현재 프리 스테이트 스타즈 소속이다.

## 축구인 경력

### 선수 경력
2003년 가나의 수도 아크라를 연고로 한 FC 나니아에서 축구 경력을 시작하였으며 당시 베험 첼시라는 이름을 사용하였던 베레쿰 첼시로 이적하여 주전으로 활약하였다. 2009년 가나 국가대표팀에 첫 선발되었다.
2010년 1월 아프리카 네이션스컵에 가나 대표팀 멤버로 출전하여 결승전을 포함한 4경기에 나서 팀의 준우승을 이끌었다. 이후 가나의 주전 선수로 활약하며 남아공 월드컵에도 나서게 되었다. 아디가 경고 누적으로 출전하지 못한 우루과이와의 8강 경기에서 가나는 승부차기 끝에 패배하였다. 하지만 아프리카 네이션스컵과 월드컵에서의 활약을 바탕으로 아디는 세르비아의 명문 클럽 레드 스타 베오그라드로 이적하게 되었다.
2012년 다롄 아얼빈으로 이적하였다.

## 나이 논란
2010년 남아공 월드컵을 앞두고 아디의 나이 논란이 일었다. 2009년 가나 대표팀 소속으로 첫 경기를 치를 때 그는 1985년 11월 26일생으로 생년월일을 등록하였다. 대부분의 인터넷 웹 사이트는 물론 심지어 국제 축구 연맹(FIFA)의 공식 홈페이지에도 1985년생으로 기재되어 있었다. 하지만 남아공 월드컵 선수 등록 당시 아디의 나이가 5살이나 어린 1990년생으로 등록되며 문제가 일었다. FIFA는 나이 논란의 진위를 파악하기 위해 리 아디의 여권을 확인하였으나 그가 이전에 발급받은 여권이 존재하지 않아 혐의점을 찾기 힘들다고 발표하였다.